# Cladonia subtenuis
Cladonia subtenuis är en lavart som först beskrevs av Henry des Abbayes och som fick sitt nu gällande namn av Alexander William Evans. 
Cladonia subtenuis ingår i släktet Cladonia och familjen Cladoniaceae. Utöver nominatformen finns också underarten cinerea.

## Bildgalleri

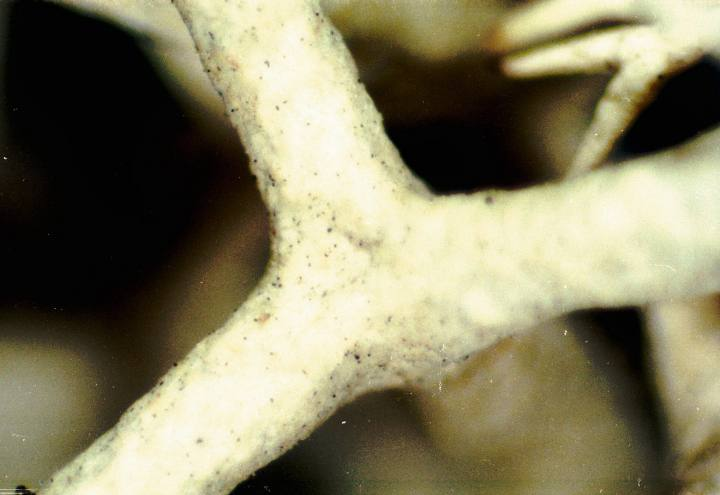
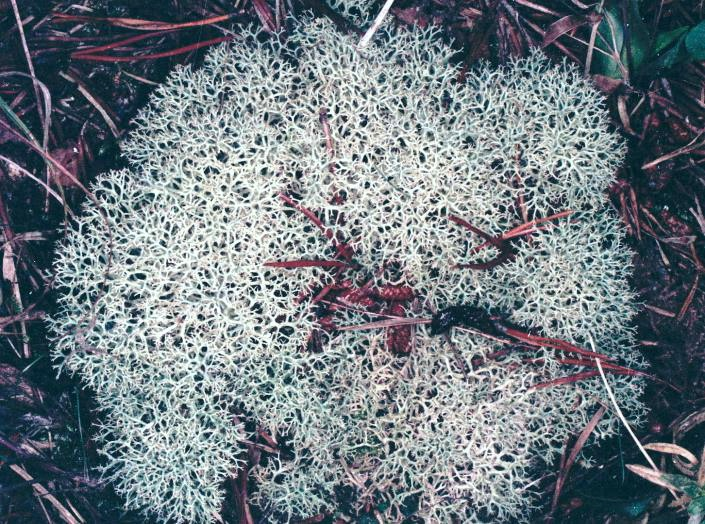
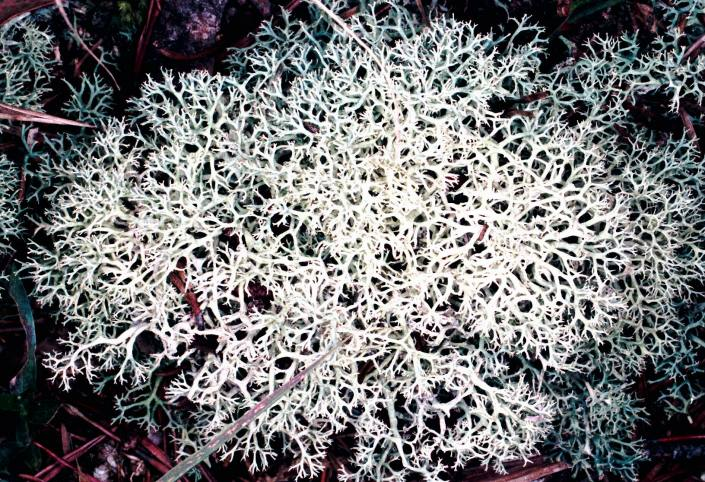
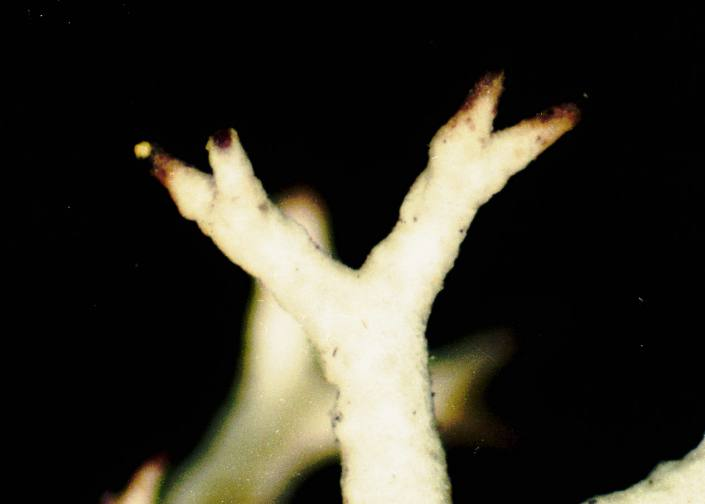
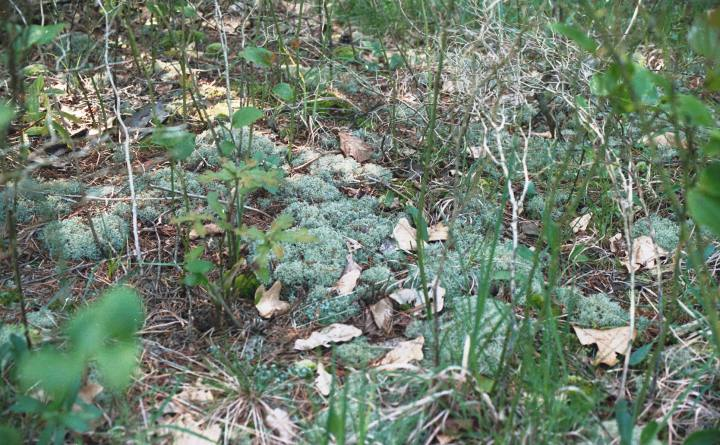
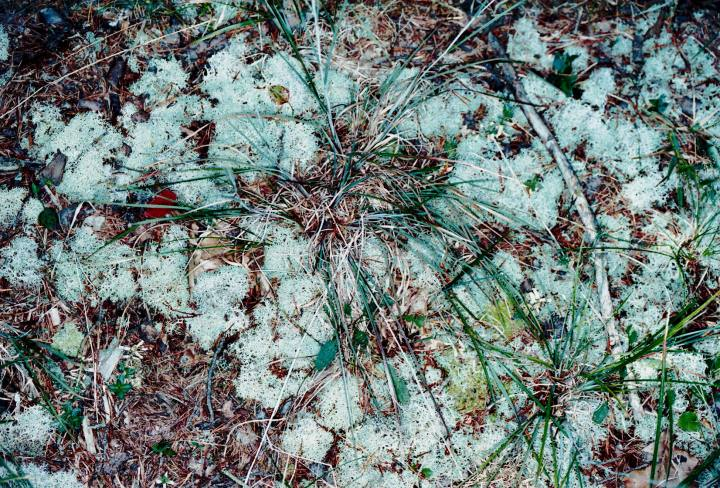
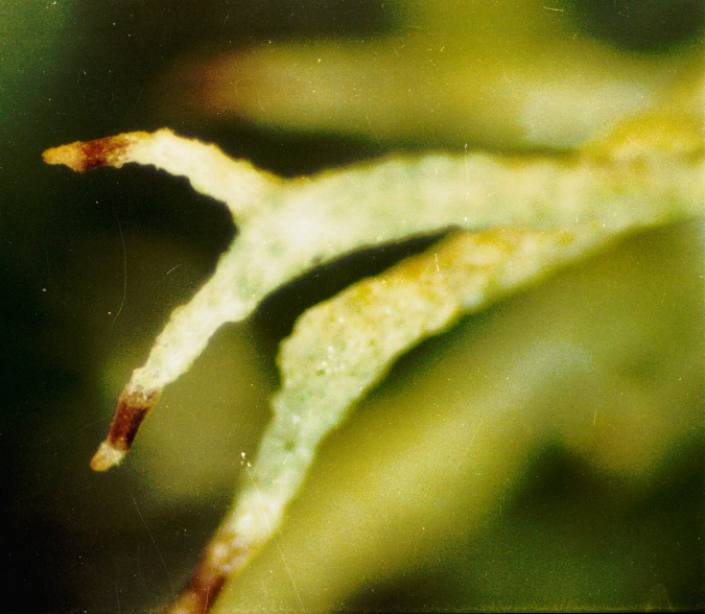
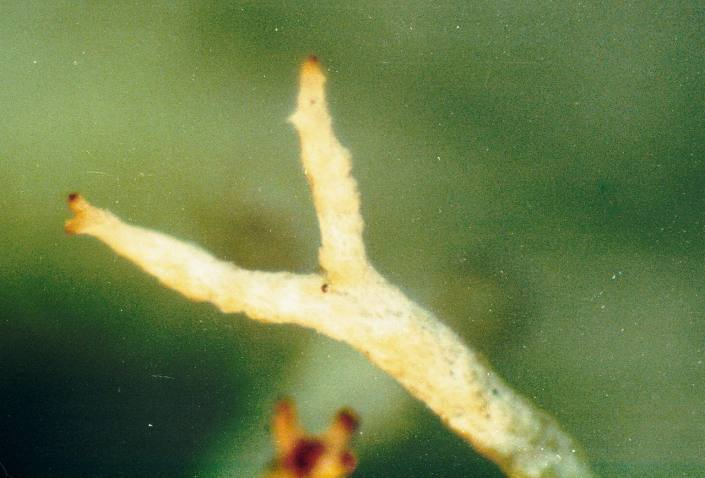
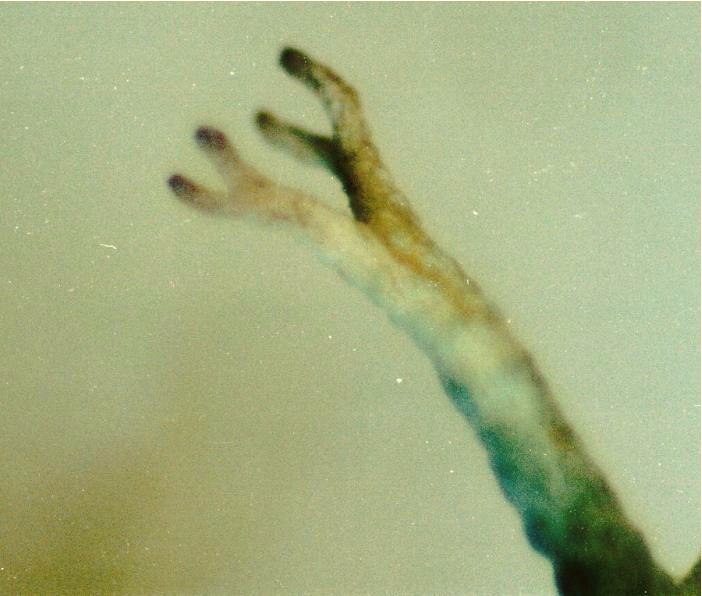
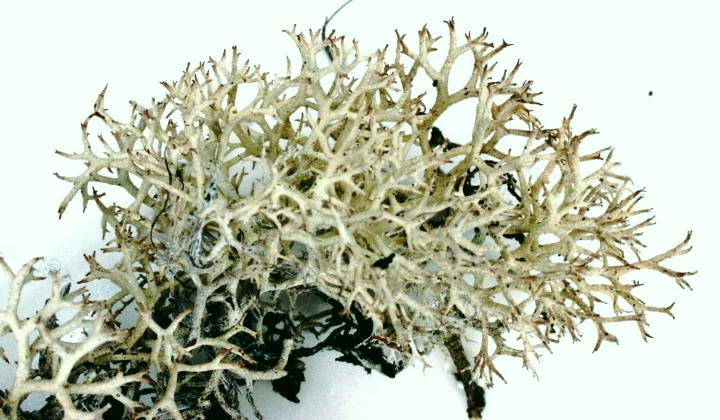
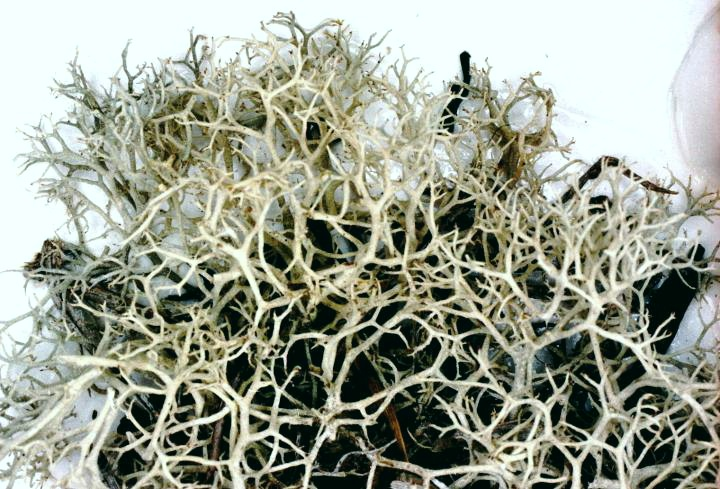
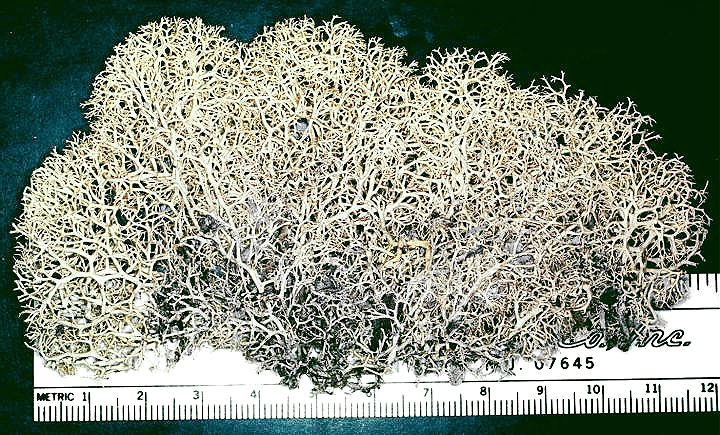
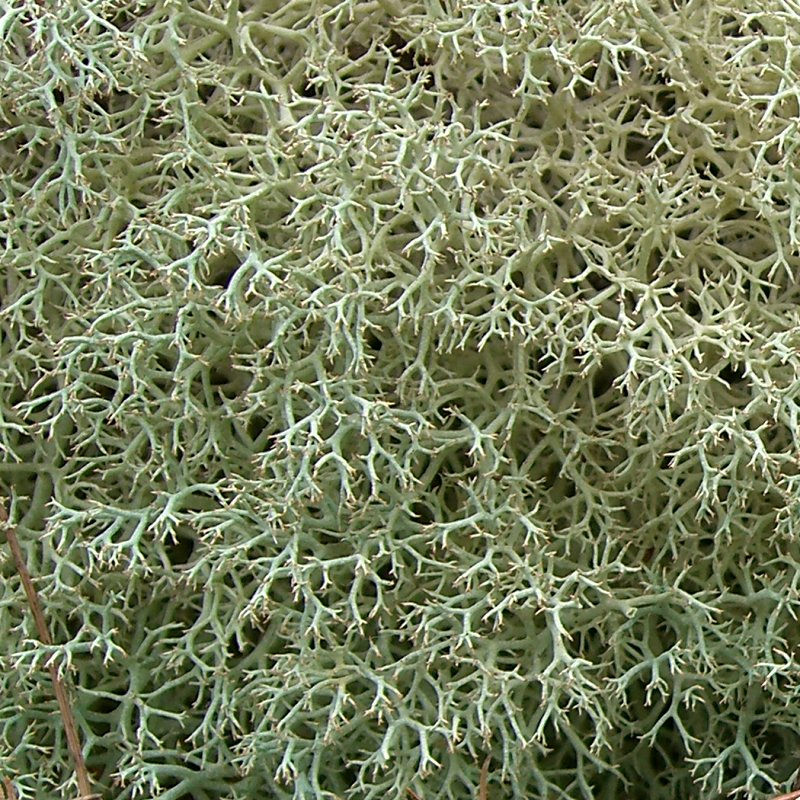
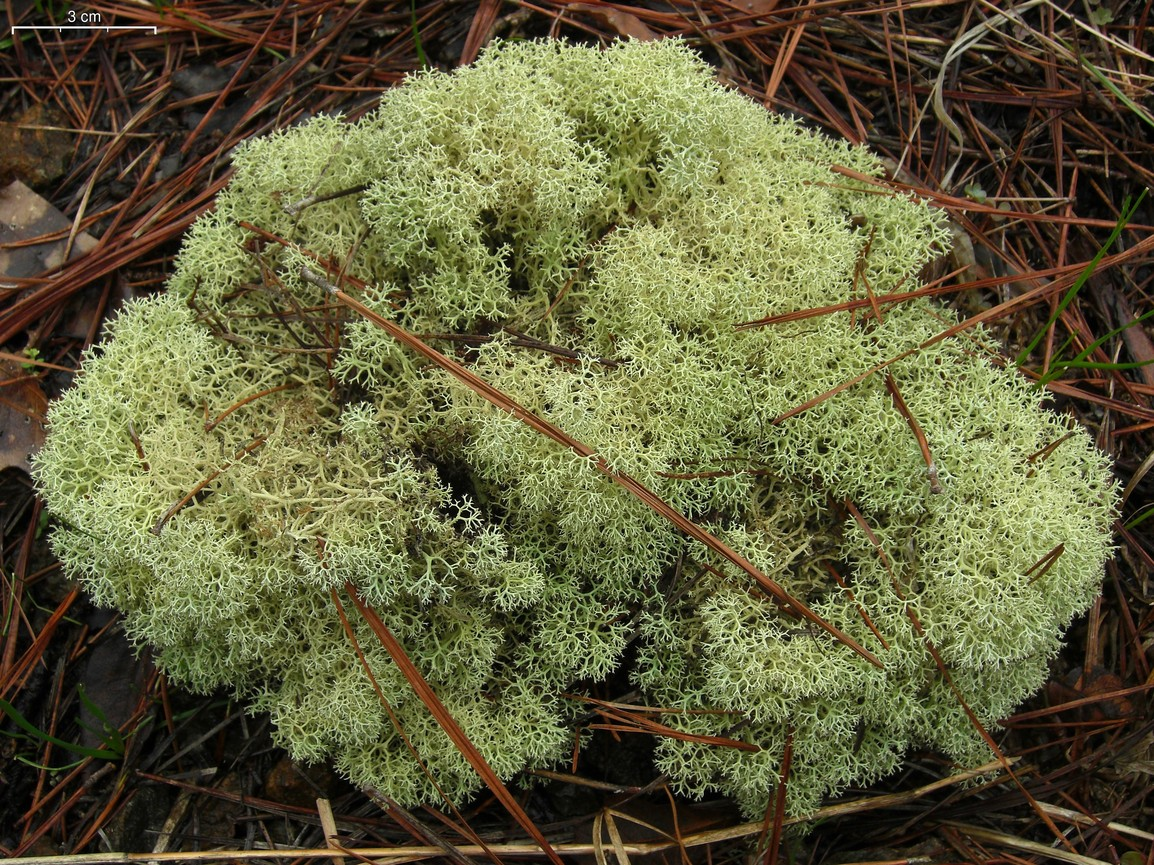
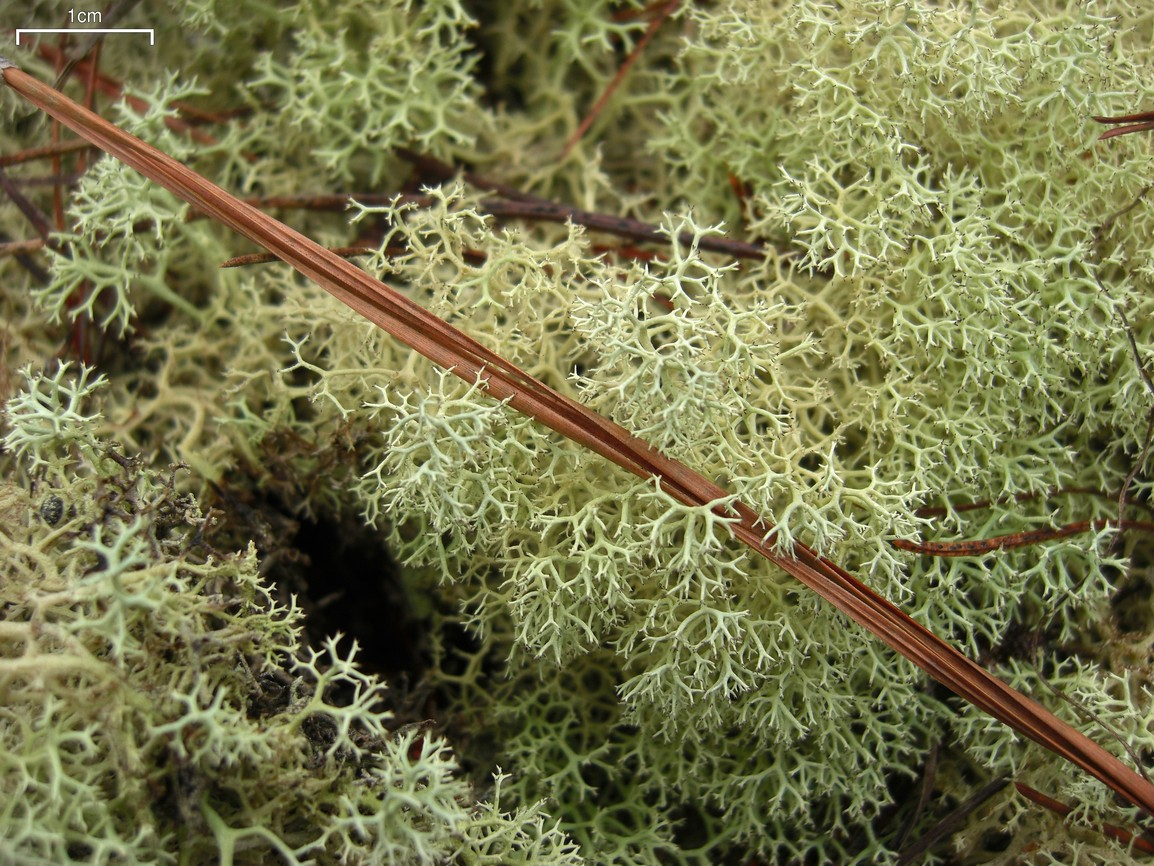
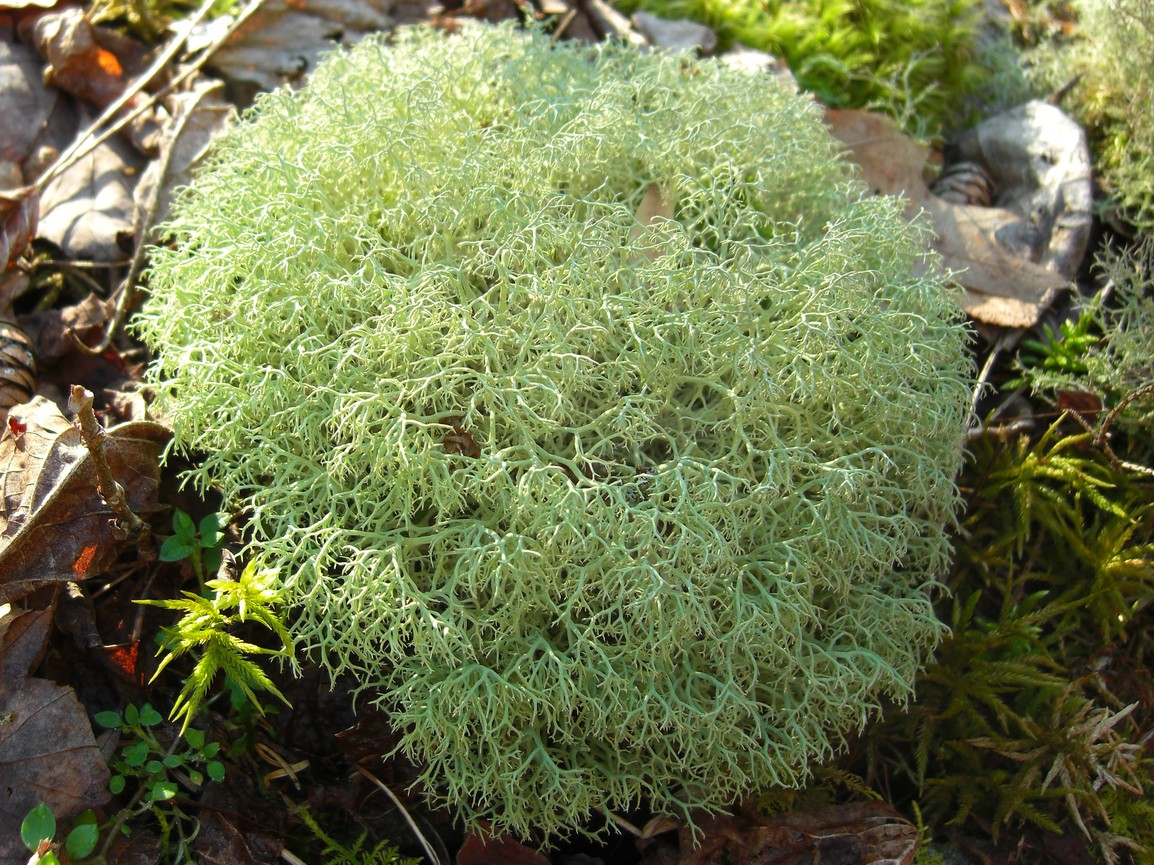
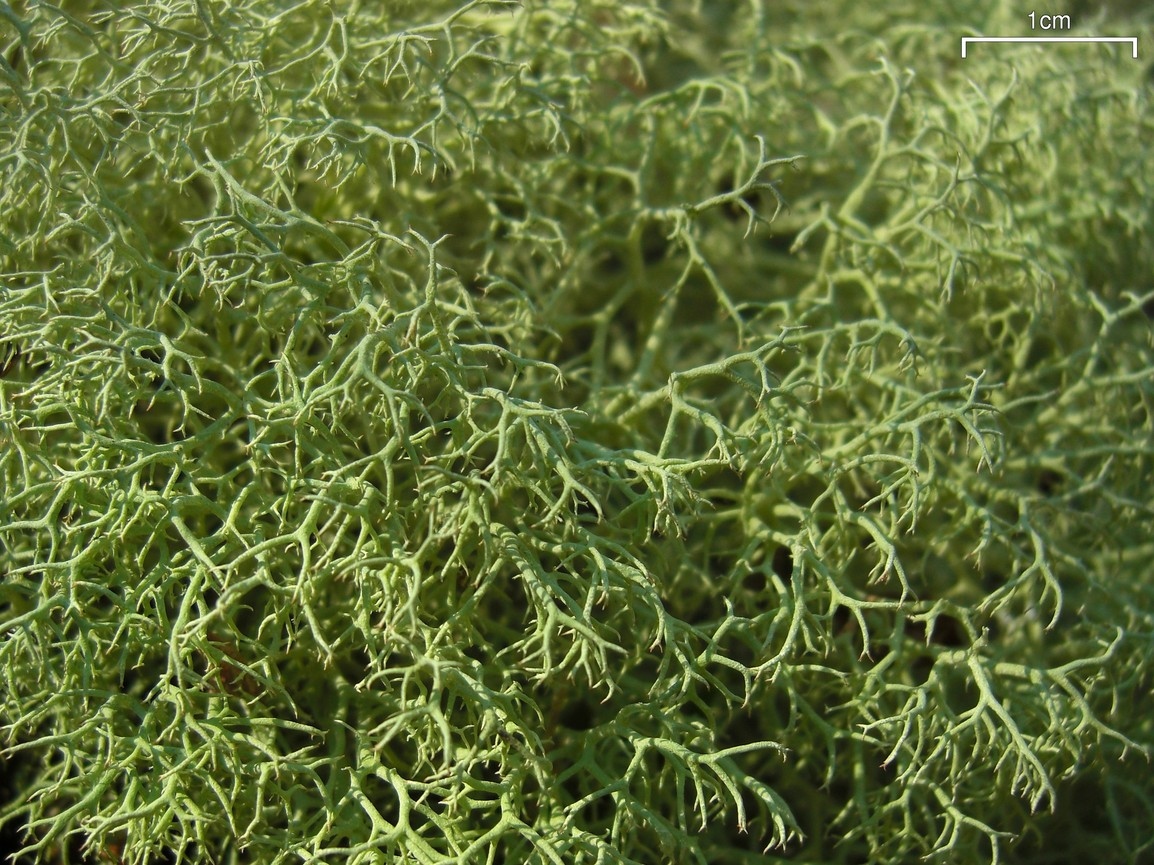
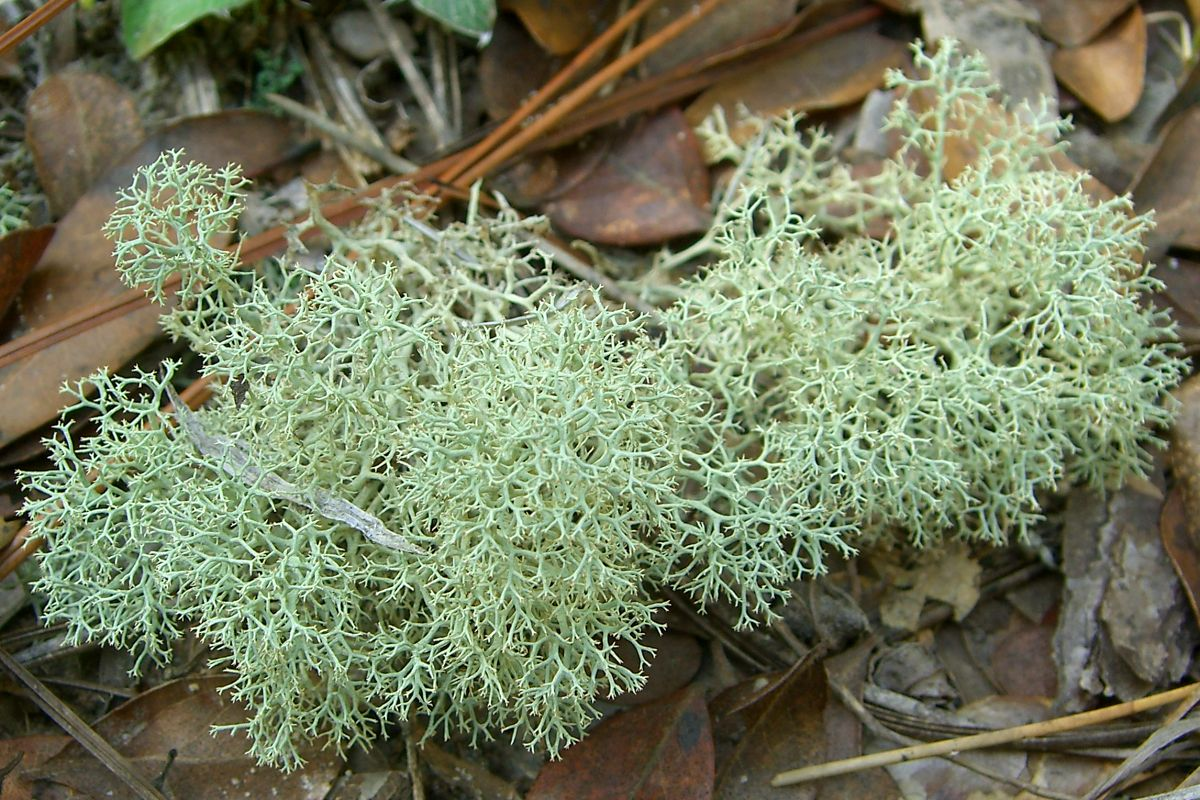
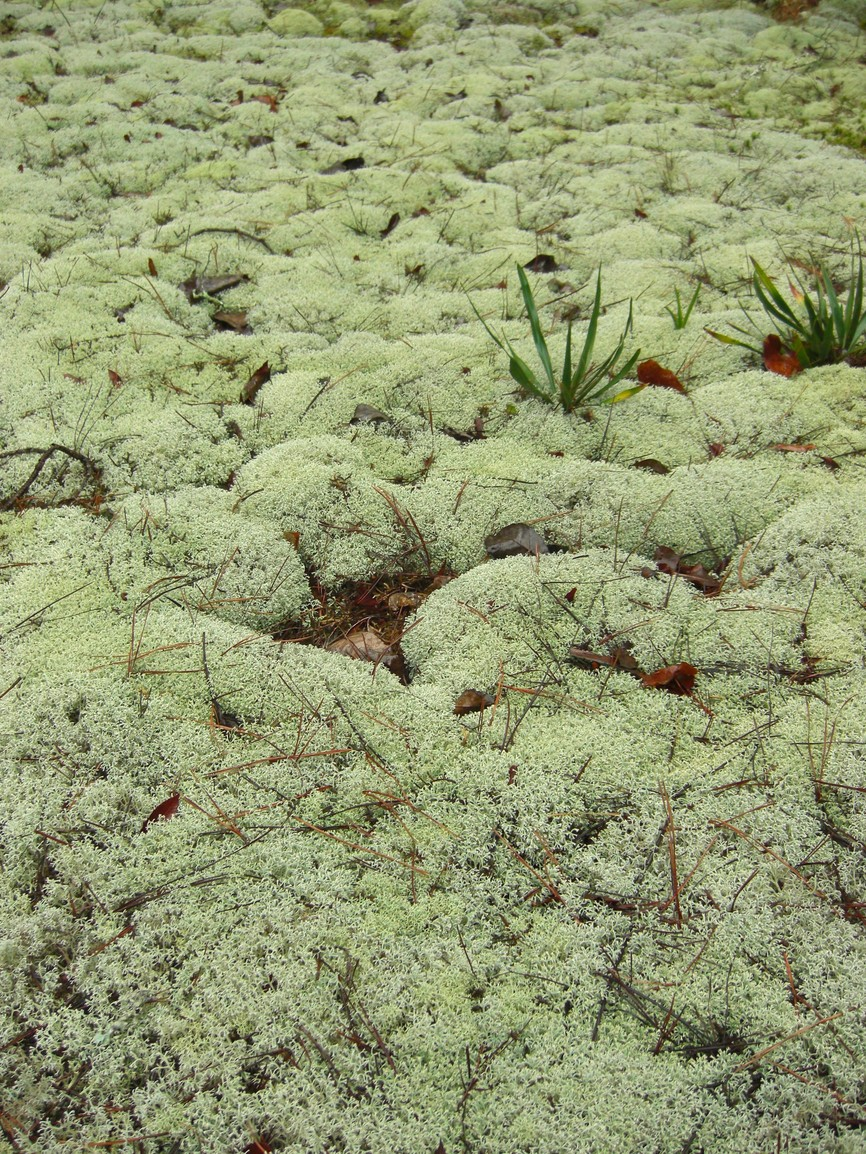